# Kingdom Come (album)
Kingdom Come je debutové studiové album americké heavy metalové hudební skupiny Sir Lord Baltimore, poprvé vydané u Mercury Records v roce 1970.

## Seznam skladeb

### Původní verze

#### Strana 1
1. "Master Heartache" – 4:37
2. "Hard Rain Fallin'" – 2:56
3. "Lady Of Fire" – 2:53
4. "Lake Isle Of Innersfree" – 4:03
5. "Pumped Up" – 4:07

#### Strana 2
1. "Kingdom Come" – 6:35
2. "I Got A Woman" – 3:03
3. "Hell Hound" – 3:20
4. "Helium Head (I Got A Love)" – 4:02
5. "Ain't Got Hung On You" – 2:24

### Reedice
1. "Kingdom Come" – 6:35
2. "I Got A Woman" – 3:03
3. "Hell Hound" – 3:20
4. "Helium Head (I Got A Love)" – 4:02
5. "Ain't Got Hung On You" – 2:24
6. "Master Heartache" – 4:37
7. "Hard Rain Fallin'" – 2:56
8. "Lady Of Fire" – 2:53
9. "Lake Isle Of Innersfree" – 4:03
10. "Pumped Up" – 4:07

## Sestava

### Hudebníci
- John Garner - zpěv, bicí
- Louis Dambra - kytara
- Gary Justin - baskytara

### Produkce
- Mike Appel, Jim Cretecos - producenti
- Eddie Kramer, Kim King - inženýři